# Caspar Deulich
Caspar Deulich (* 6. Januar 1527 in Chemnitz; † 4. März 1613 ebenda) war gelernter Tuchmacher und Tuchhändler, mehrere Jahre Stadtrichter und mindestens 8-mal regierender Bürgermeister der Stadt Chemnitz. Er starb 1613 im Alter von 87 Jahren an der Pest, die zu jener Zeit in der Stadt grassierte.

## Familie
Über Caspar Deulichs Familie ist wenig bekannt. Hervor sticht allerdings sein Sohn, Philipp Dulichius (1562–1631). Dieser wirkte als Komponist der Spätrenaissance insbesondere von Motetten.